# Pendragon Castle
Pendragon Castle er ruinen af en middelalderborg, der ligger i Mallerstang-dalen i Cumbria, England, syd for Kirkby Stephen, og tæt ved bebyggelsen Outhgill. Den står et sted hvor floden Eden slår en bugt og med udsigt til Wild Boar Fell mod sydvest og Mallerstang Edge mod øst.
Borgen blev bygget i 1100-tallet af Ranulph de Meschines, under kong Vilhelm 2.. De nuværende ruiner inkluderer et normannisk keep, et turret-tårn fra 1300-tallet og yderligere tilføjelser fra 1600-tallet.
En af de mest berømte ejere af Pendragon var Sir Hugh de Morville, Lord af Westmorland, der var en af de fire riddere, der dræbt Thomas Becket i 1170.
Det er en listed building af første grad.